# Synteza wektorowa
Synteza wektorowa – rodzaj syntezy dźwięku opracowany przez firmę Sequential Circuits w 1986 r.
Pierwszym instrumentem wykorzystującym syntezę wektorową był Prophet VS z 1986 r. Następnie pomysł został wykorzystany przez firmę Yamaha w syntezatorach SY22/TG33 oraz przez Korga w modelu Wavestation.

## Sposób realizacji

Diagram przedstawiający manipulator oraz vector plane

Synteza wektorowa umożliwia miksowanie, a także płynne przechodzenie między czterema źródłami dźwięku (mogą nimi być próbki PCM). Dokonywać tego można za pomocą specjalnego manipulatora w postaci dżojstika, jak również generatorów obwiedni i LFO. Owe źródła umiejscowione są na skrajnych miejscach osi X i Y, oznaczone odpowiednio jako A/B, C/D. Ruchy manipulatorem odwzorowane są na tzw. vector plane czyli układzie współrzędnych. Ustawienie drążka pośrodku skutkuje takim samym poziomem głośności dla wszystkich czterech źródeł dźwięku.